# Beaudricourt
Beaudricourt è un comune francese di 94 abitanti situato nel dipartimento del Passo di Calais nella regione dell'Alta Francia.

## Storia

### Simboli
Verso il 1995 il comune si dotò del proprio stemma ispirandosi al blasone antico della famiglia De Beauvoir (d'oro, a due bande di rosso) a cui è stata aggiunta una fascia di nero che rappresenta la strada romana che attraversa il territorio comunale.

## Società

### Evoluzione demografica
Abitanti censiti